# 奧爾德馬斯頓足球會
奧爾德馬斯頓足球會（AFC Aldermaston）是一支位於英格蘭伯克郡奧爾德馬斯頓，目前身處第10級聯賽—威塞克斯甲組聯賽的足球隊。
在2009年至2010年的球季中，奧爾德馬斯頓足球會在聯賽中被40次擊敗，直至第34周的賽事中，該球隊才取得首場的和局，在之後的一周球賽，他們以2-1擊敗對手，成為英國歷史上成績最差的足球隊。目前，由於奧爾德馬斯頓聯在聯賽中僅取得4分，排名榜末，已肯定會於來季賽事降級至第11級的漢普郡超級聯賽。

## 歷史

### 成立之初
奧爾德馬斯頓足球會是由一個原子武器研究機構（Atomic Weapons Establishment，簡稱AWRE）的成員﹕大英帝國勳章得主查理斯·格林（Charles Green）、霍爾（Ted Hall）、戈登·嘉達（Gordon Carter）及多恩·夏普（Don Sharp）於1952年成立，當時這支足球隊的名字是「AWRE足球會」。
成立之初的AWRE足球會的營運資金十分有限，設施甚為簡陋，球員需要在每次比賽前刈草及自行搭建帳棚作為更衣室。這問題直至到物理學家潘尼（William Penney）的注資下才得到解決。

### 參與聯賽
1960年代末至1970年代初，AWRE足球會易名為「AFC奧爾德馬斯頓」，當中的A包含了奧爾德馬斯頓和足球會（Association football club）的縮寫，容易造成混淆。隨後在1970年代後期，奧爾德馬斯頓聯足球會由雷丁聯賽起開始參與聯賽，並在其後升級至漢普郡甲組聯賽。在希臘甲組聯賽（Hellenic Football League）7個球季後，奧爾德馬斯頓足球會於1986年脫離英格蘭足球聯賽系統，參加北漢普郡聯賽 。5年後，這足球會返回英格蘭足球聯賽系統的漢普郡丙組聯賽，並在這個聯賽中的首個球季以第五名完成賽事。隨後，他們升級至乙組聯賽，但僅一年後就返回丙組。1999年，奧爾德馬斯頓聯足球會因聯賽重組下，升級至漢普郡超級聯賽。

### 威塞克斯聯賽
由於漢普郡超級聯賽和威塞克斯聯賽合併的關係，奧爾德馬斯頓足球會離開打滾14年的漢普郡超級聯賽，於2004年升級至威塞克斯聯賽乙組聯賽。在2009年至2010年的球季中，這足球會以聯賽中以4分的成績排名聯賽榜榜末，來季會降級回漢普郡超級聯賽。

## 主場館
奧爾德馬斯頓足球會的主場館名為康樂社（Recreational Society），是AWRE總部的綜合型體育館。該場館設有照明系統和會所 ，以及280個座位。在2009年至2010年的球季，康樂社平均的入場人數為25人，最高紀錄是150 。

## 成績

### 2009年至2010年球季的大敗
2010年4月8日，奧爾德馬斯頓足球會以2-0不敵丹頓（Downton FC） ，取代了普爾城和斯托克波特聯會，成為全英歷史上成績最差的足球會。在這場比賽，奧爾德馬斯頓於完場前4分鐘依然與對手賽和0-0，然而隨著本方球員因犯規被逐，該隊在隨後的時間被攻入兩球，未能取得這球季首場的和局。賽後，該隊的會長多米昂·本（Damion Bone）表示球隊其差的成績是源於欠薪所致，令10位球員在球季未展開前決定離隊。
至於領隊方面，儘管多米昂·本表示並不會因此解雇領隊將於聖誕節後退休的卡爾·格里菲斯（Carl Griffifths） ，但後者在對斯托克布里奇的失利後離職，其職位由希恩所代任。
同年4月10日，奧爾德馬斯頓主場與沃明斯特城足球會（Warminster Town FC）言和1-1，中止了球隊40場的敗仗。一星期後，這球隊以2-1戰勝彼得斯菲尔德足球會，取得本球季的首場勝利。

### 1979年起的成績
| 球季                                 | 聯賽                     | 名次                     | 備注                     |
| 參與漢普郡甲組聯賽                   | 參與漢普郡甲組聯賽       | 參與漢普郡甲組聯賽       | 參與漢普郡甲組聯賽       |
| ------------------------------------ | ------------------------ | ------------------------ | ------------------------ |
| 1979-80                              | 漢普郡甲組聯賽           | 7                        |                          |
| 1980-81                              | 漢普郡甲組聯賽           | 12                       |                          |
| 1981-82                              | 漢普郡甲組聯賽           | 15                       |                          |
| 1982-83                              | 漢普郡甲組聯賽           | 15                       |                          |
| 1983-84                              | 漢普郡甲組聯賽           | 13                       |                          |
| 1984-85                              | 漢普郡甲組聯賽           | 13                       |                          |
| 1985-86                              | 漢普郡甲組聯賽           | 16                       |                          |
| 離開漢普郡聯賽                       |                          |                          |                          |
| 1986-1991                            | 參與地區性的北漢普郡聯賽 | 參與地區性的北漢普郡聯賽 | 參與地區性的北漢普郡聯賽 |
| 參與漢普郡丙組聯賽                   |                          |                          |                          |
| 1991-92                              | 漢普郡丙組聯賽           | 4                        | 升級                     |
| 1992-93                              | 漢普郡乙組聯賽           | 17                       | 降級                     |
| 1993-94                              | 漢普郡丙組聯賽           | 9                        |                          |
| 1994-95                              | 漢普郡丙組聯賽           | 18                       |                          |
| 1995-96                              | 漢普郡丙組聯賽           | 10                       |                          |
| 1996-97                              | 漢普郡丙組聯賽           | 15                       |                          |
| 1997-98                              | 漢普郡丙組聯賽           | 11                       |                          |
| 1998-99                              | 漢普郡丙組聯賽           | 15                       |                          |
| 聯賽重組後成漢普郡超級聯賽成員       |                          |                          |                          |
| 1999-00                              | 漢普郡超級聯賽           | 21                       |                          |
| 2000-01                              | 漢普郡超級聯賽           | 21                       |                          |
| 2001-02                              | 漢普郡超級聯賽           | 21                       |                          |
| 2002-03                              | 漢普郡超級聯賽           | 20                       |                          |
| 2003-04                              | 漢普郡超級聯賽           | 17                       |                          |
| 改組後升至威塞克斯乙組聯賽           |                          |                          |                          |
| 2004-05                              | 威塞克斯乙組聯賽         | 22                       | 降級                     |
| 2005-06                              | 威塞克斯丙組聯賽         | 9                        |                          |
| 威塞克斯丙組聯賽易名威塞克斯乙組聯賽 |                          |                          |                          |
| 2006-07                              | 威塞克斯乙組聯賽         | 13                       |                          |
| 聯賽重組後升級至威塞克斯甲組聯賽     |                          |                          |                          |
| 2007-08                              | 威塞克斯甲組聯賽         | 21                       |                          |
| 2008-09                              | 威塞克斯甲組聯賽         | 14                       |                          |
| 2009-10                              | 威塞克斯甲組聯賽         | 21                       | 降級                     |
| 2010-11                              | 漢普郡超級聯賽           |                          |                          |

## 資料來源
1. 1 2 3 4 5 6  .   [2010-05-04]. （原始内容存档于2010-04-12）.
2. ↑  Table of The Sydenhams Football League(Wessex)[永久]
3. ↑  .   [2010-05-04]. （原始内容存档于2016-03-04）.
4. ↑  .   [2010-05-04]. （原始内容存档于2010-04-13）.
5. 1 2 3 4 5  .   [2010-05-04]. （原始内容存档于2008-07-24）.
6. 1 2 3  .   [2010-05-04]. （原始内容存档于2020-08-08）.
7. 1 2  .   [2010-05-04]. （原始内容存档于2012-09-29）.
8. ↑  .   [2010-05-04]. （原始内容存档于2011-06-15）.
9. ↑  .   [2010-05-04]. （原始内容存档于2010-03-11）.
10. 1 2  Andrew Peach's radio show
11. ↑  .   [2010-05-04]. （原始内容存档于2016-01-14）.
12. ↑  .   [2010-05-04]. （原始内容存档于2016-01-14）.
13. ↑  AFC Aldermaston v Petersfield Town[永久]

## 外部連結
- Recent results of A.F.C. Aldermaston
- Short summary of the club[永久]